# Gősfa
Gősfa ist eine ungarische Gemeinde im Kreis Zalaegerszeg im Komitat Zala. Zur Gemeinde gehört der östlich gelegene Ortsteil Csöngetmajor.

## Geografische Lage
Gősfa liegt dreizehn Kilometer nördlich des Komitatssitzes und der Kreisstadt Zalaegerszeg. Nachbargemeinden sind Egervár, Vasboldogasszony, Lakhegy und Győrvár.

## Geschichte
Die erste schriftliche Erwähnung des Ortes stammt aus dem Jahr 1389. Im Jahr 1907 gab es in der damaligen Kleingemeinde 63 Häuser und 389 Einwohner auf einer Fläche von 1541 Katastraljochen. Sie gehörte zu dieser Zeit zum Bezirk Vasvár im Komitat Vas.

## Sehenswürdigkeiten
- Heimatgeschichtliche Sammlung (Helytörténeti gyüjtemény), im Gebäude der ehemaligen Schule, die 1872 errichtet wurde
- Kruzifixe, erschaffen 1913 und 1920
- Marienstatue, erschaffen 1916 von József Kondor, südlich des Ortes gelegen
- Römisch-katholische Kirche Szent Márton, erbaut 1902 nach Plänen von József Kloiber
- Szent-Márton-Holzstatue, erschaffen von Attila Kovács
- Weinberg

## Verkehr
Durch Gősfa verläuft die Landstraße Nr. 7427, westlich des Ortes die Hauptstraße Nr. 74. Es bestehen Busverbindungen nach Vasboldogasszony, Vasvár sowie nach Zalaegerszeg. Der nächstgelegene Bahnhof befindet sich drei Kilometer südlich in Egervár-Vasboldogasszony.